# Cuevas de Mira de Aire
Las Cuevas de Mira de Aire (en portugués: Grutas de Mira de Aire) son un conjunto de cuevas calcáreas que se se localizan en la freguesia portuguesa de Mira de Aire, perteneciente al municipio de Porto de Mós (Distrito de Leiría, Portugal). Este conjunto de cuevas se encuentran en el interior de la Sierra de Aire, la cual conforma el Parque natural de las Sierras de Aire y Candeeiros.
Una de estas cuevas, denominada Cueva de los Moinhos Velhos, es explorada para fines turísticos, estando considerada como Inmueble de Interés Público.
Se localizan en pleno Macizo calcáreo extremeño, en el interior de la Sierra de Aire, ocupando la parte norte del poljé Mira/Minde, que conecta Torres Novas con Sâo Jorge.

## Historia
Las cuevas fueron descubiertas en 1947, cuando un grupo de personas que entraron en la cueva arrojaron cuerdas y, a mano, descendieron a una pequeña galería. Avanzando dos docenas de metros, se encontraron como en una ventana abierta sobre un precipicio. 
La noticia de este descubrimiento llegó a Lisboa, donde los espeleólogos vinieron a preparar la formación de una Sociedad Científica para estudiar las cuevas.
A lo largo de los años 1960 se fueron construyendo una serie de pasarelas en el interior que permitieran el acceso a grupos de personas, con el objetivo de explotarlas turísticamente. La apertura al público tuvo lugar el 11 de agosto de 1974.